# Чешиново-Облешево
Чешиново-Облешево (на македонска литературна норма: Општина Чешиново-Облешево) е община, разположена в източната част на Северна Македония със седалище село Облешево.
Общината обхваща 14 села в южната част на Кочанското поле по средното течение на река Брегалница на площ от 132,2 km2. Населението на общината е 7490 (2002), предимно северномакедонци. Гъстотата на населението е 56,66 жители на km2.

## Структура на населението
Според преброяването от 2002 година община Чешиново-Облешево има 7490 жители.
| Етническа принадлежност | Процент |
| северномакедонци        | 99,54%  |
| албанци                 | 0,00%   |
| турци                   | 0,00%   |
| роми                    | 0,00%   |
| власи                   | 0,40%   |
| сърби                   | 0,05%   |
| бошняци                 | 0,00%   |
| други                   | 0,01%   |